# Первомайка (Актюбинская область)
Первомайка (каз. Первомайка) — село в Мартукском районе Актюбинской области Казахстана. Входит в состав Аккудыкского сельского округа. Код КАТО — 154655300.

## Население
В 1999 году население села составляло 178 человек (101 мужчина и 77 женщин). По данным переписи 2009 года, в селе проживало 136 человек (72 мужчины и 64 женщины).